# Целый тон
Це́лый тон (др.-греч. τόνος, лат. tonus) — базовый музыкальный интервал, на основе которого строятся меньшие (полутон, диеса и др. микроинтервалы) и бо́льшие (дитон, тритон и др.) интервалы. Целый тон известен с античности как музыкально-логическая и как математическая величина. В разные периоды истории математические величины целого тона менялись, в зависимости от господствовавшего в ту или иную эпоху музыкального строя. В равномерно темперированном строе, который установился в качестве основного в западноевропейской музыке с XVIII века, отношение частот двух звуков, образующих целый тон, равно 1,122462048 (корню шестой степени из двойки).

## Величина целого тона
Многозначность термина «тон» вошла в поговорку. Иоанн де Грокейо в конце XIII в. писал: «У слова "тон" значений больше, чем снега в горах». В диатоническом октавном звукоряде пять целых тонов и два полутона. Математико-акустическое значение целого тона меняется в зависимости от конкретного музыкального строя (в том числе в настройке музыкальных инструментов с фиксированной высотой звука).  Во всех случаях настройки для обозначения этого интервала теоретики музыки используют один и тот же термин — «целый тон».
| Интервал                                        | Соотношение частот                  | В центах |
| Целый тон (др.-греч. επόγδοον) пифагорова строя | 9 : 8                               | 203,9    |
| Диатонический тон чистого строя                 | 64 : 81                             | 223,46   |
| Равномерно темперированный тон                  | 1 : {\displaystyle {\sqrt[{6}]{2}}} | 200      |

В чистом строе различаются большой целый тон (8:9) и малый целый тон (9:10). Составленные вместе, два таких целых тона дают большую терцию (72:90 = 4:5).
В теории музыки, ориентирующейся на западноевропейскую традицию, целый тон определяется по отношению к звукорядам того или иного интервального рода; например, в любом пентатоническом звукоряде музыковеды насчитывают три целых тона, в октавном диатоническом — пять целых тонов, и так далее, без учёта их «физической» величины.

## Проблема деления целого тона на полутоны
Деление целого тона на части составляло проблему на всём протяжении европейской музыкальной истории. В античности пифагорейская традиция (например, Никомах, Боэций) предъявляла математически обоснованные доказательства неделимости целого тона на два равных полутона, выделяя малый (лимму) и большой (апотому) полутоны. Для обоснования неделимости целого тона на два равных полутона Боэций даже использовал (в духе позднейшей средневековой схоластики) «этимологический аргумент». Анализируя само слово «полутон» (лат. semitonium) он писал:

Обе эти части [тона] называются полутонами (semitonia) — вовсе не потому, что полутоны являются равными половинами тона, но словом semum обычно называют то, что не достигает целостности. Из указанных полутонов один называется большим, а другой меньшим— Boeth. Mus. I,16
Этот аргумент впоследствии воспроизводили (с небольшими вариациями) многие средневековые и ренессансные теоретики музыки, придерживавшиеся пифагорейской (Боэциевой) традиции: в IX веке — Хукбальд Сент-Аманский («Musica»), в XII веке — Фрутольф Бамбергский («Breviarium de musica»), в XIII веке — Магистр Ламберт («Tractatus de musica») и Иероним Моравский, в XIV веке — Якоб Льежский («Speculum musicae» II,60), в XV веке — Просдочимо («Tractatus musicae speculativae»), Гафури («Musica theorica» IV,3) и Гийом Герсон, в XVI веке — Стефано Ваннео («Recanetum de musica aurea», 1533, f.20r). В XIX веке В. Ф. Одоевский считал неправильным само слово «полутон», предпочитая ему «полуинтервал» (этот термин в музыкальной науке не прижился).
Аристоксен же, в противовес пифагорейцам, делил тон на два равных полутона «музыкально», не считая необходимым подкреплять такое эмпирическое деление какими-либо математическими «аргументами». Такой же позиции придерживались так называемые «аристоксеники» (например, Клеонид) — многочисленные последователи школы Аристоксена.
Проблема деления целого тона не утратила своей остроты и с открытием чистого строя (и среднетоновой темперации) в эпоху Возрождения — число неодинаковых по величине полутонов ещё больше возросло. С установлением равномерно темперированного строя, в котором все полутоны одинаковы, проблема деления целого тона на равные части перестала существовать.

## Целый тон в элементарной теории музыки
В элементарной теории музыки, ориентированной на классико-романтическую тональность, целый тон описывается (в зависимости от ладового контекста) как «большая секунда» (например, c-d) или «уменьшённая терция» (например, his-d). Представление музыкальных интервалов порядковыми числительными сложилось в западноевропейском Средневековье, в связи с бурным развитием в эту эпоху многоголосия и возникновением пособий по контрапункту (secunda/tertia [vox] — звук на второй/третьей ступени, считая от «установочного» тенора). В оригинальных учениях о григорианской монодии, в трактатах о музыке греческой и римской античности, а также в монодических традициях Востока целый тон описывался как таковой. В посттональной музыке XX—XXI веков (написанной, например, на основе техники додекафонии) выбор способа нотирования целого тона как большой секунды или уменьшённой терции — условность, поскольку мажорного-минорного контекста в такой звуковысотной системе нет, и сам вопрос о ладе (ключевом понятии, определяющем «ступенную» нотацию интервалов) в «атональной» музыке  — предмет острой дискуссии.

## Звучание
- Восходящая последовательность  C-D
- Нисходящая последовательность  C-B